# Primera División de fútbol sala 2018-19
La temporada 2018-19 de Primera División de fútbol sala es la 30.ª edición de la máxima competición de la Liga Nacional de Fútbol Sala de España.
El FC Barcelona se proclamó campeón al derrotar a ElPozo Murcia en el quinto partido de la eliminatoria final por 3 goles a 2.

## Equipos participantes
| Club                       | Ciudad                   | Comunidad Autónoma   |
| -------------------------- | ------------------------ | -------------------- |
| Peñíscola RehabMedic       | Peñíscola                | Comunidad Valenciana |
| Levante UD FS              | Valencia                 | Comunidad Valenciana |
| Barça Lassa                | Barcelona                | Cataluña             |
| Industrias Santa Coloma    | Santa Coloma de Gramanet | Cataluña             |
| Jimbee Cartagena FS        | Cartagena                | Murcia               |
| ElPozo Murcia              | Murcia                   | Murcia               |
| CA Osasuna Magna           | Pamplona                 | Navarra              |
| Aspil Vidal Ribera Navarra | Tudela                   | Navarra              |
| Jaén Paraíso Interior      | Jaén                     | Andalucía            |
| BeSoccer CD UMA            | Antequera                | Andalucía            |
| Naturpellet Segovia        | Segovia                  | Castilla y León      |
| Movistar Inter             | Torrejón de Ardoz        | Madrid               |
| O Parrulo Ferrol           | Ferrol                   | Galicia              |
| Palma Futsal               | Palma de Mallorca        | Islas Baleares       |
| Viña Albali Valdepeñas     | Valdepeñas               | Castilla-La Mancha   |
| Fútbol Emotion Zaragoza    | Zaragoza                 | Aragón               |

## Clasificación
| Pos. | Equipo                     | Pts. | PJ | G  | E  | P  | GF  | GC  | Dif. | Clasificación 2018–19  |
| ---- | -------------------------- | ---- | -- | -- | -- | -- | --- | --- | ---- | ---------------------- |
| 1    | Barça Lassa                | 67   | 30 | 21 | 4  | 5  | 134 | 65  | +69  | Play-off por el título |
| 2    | ElPozo Murcia              | 62   | 30 | 18 | 8  | 4  | 122 | 78  | +44  | Play-off por el título |
| 3    | CA Osasuna Magna           | 59   | 30 | 17 | 8  | 5  | 104 | 75  | +29  | Play-off por el título |
| 4    | Movistar Inter             | 57   | 30 | 17 | 6  | 7  | 125 | 66  | +59  | Play-off por el título |
| 5    | Palma Futsal               | 55   | 30 | 17 | 4  | 9  | 102 | 70  | +32  | Play-off por el título |
| 6    | Jaén Paraíso Interior      | 49   | 30 | 13 | 10 | 7  | 94  | 81  | +13  | Play-off por el título |
| 7    | Aspil Vidal Ribera Navarra | 46   | 30 | 13 | 7  | 10 | 108 | 92  | +16  | Play-off por el título |
| 8    | Levante UD FS              | 45   | 30 | 14 | 3  | 13 | 105 | 99  | +6   | Play-off por el título |
| 9    | Peñíscola RehabMedic       | 44   | 30 | 11 | 11 | 8  | 77  | 79  | −2   |                        |
| 10   | Jimbee Cartagena FS        | 40   | 30 | 11 | 7  | 12 | 104 | 109 | −5   |                        |
| 11   | Fútbol Emotion Zaragoza    | 33   | 30 | 10 | 3  | 17 | 82  | 117 | −35  |                        |
| 12   | Industrias Santa Coloma    | 32   | 30 | 9  | 5  | 16 | 79  | 98  | −19  |                        |
| 13   | O Parrulo Ferrol           | 27   | 30 | 7  | 6  | 17 | 80  | 116 | −36  |                        |
| 14   | Viña Albali Valdepeñas     | 22   | 30 | 5  | 7  | 18 | 83  | 136 | −53  |                        |
| 15   | Naturpellet Segovia        | 18   | 30 | 4  | 6  | 20 | 59  | 115 | −56  | Descenso de categoría  |
| 16   | BeSoccer CD UMA Antequera  | 14   | 30 | 3  | 5  | 22 | 67  | 129 | −62  | Descenso de categoría  |

Actualizado a los partidos jugados el 19 de mayo de 2019.
 Fuente: LNFS, RFEF

## Play-off por el título
|  | Cuartos de final      | Cuartos de final | Cuartos de final      | Cuartos de final |   |               | Semifinales | Semifinales | Semifinales | Semifinales |  |             | Final | Final | Final | Final | Final | Final |  |
|  |                       |                  |                       |                  |   |               |             |             |             |             |  |             |       |       |       |       |       |       |  |
|  |                       |                  |                       |                  |   |               |             |             |             |             |  |             |       |       |       |       |       |       |  |
|  | Barça Lassa           | 3                | 5                     | 5                |   |               |             |             |             |             |  |             |       |       |       |       |       |       |  |
|  | Barça Lassa           | 3                | 5                     | 5                |   |               |             |             |             |             |  |             |       |       |       |       |       |       |  |
|  | Levante UD            | 5                | 1                     | 1                |   |               |             |             |             |             |  |             |       |       |       |       |       |       |  |
|  | Levante UD            | 5                | 1                     | 1                |   | Barça Lassa   | 2 (3)       | 1           | 1 (3)       |             |  |             |       |       |       |       |       |       |  |
|  |                       |                  |                       |                  |   | Barça Lassa   | 2 (3)       | 1           | 1 (3)       |             |  |             |       |       |       |       |       |       |  |
|  |                       |                  | Palma Futsal          | 2 (2)            | 3 | 1 (2)         |             |             |             |             |  |             |       |       |       |       |       |       |  |
|  | Movistar Inter        | 1                | Palma Futsal          | 2 (2)            | 3 | 1 (2)         | 2           | -           |             |             |  |             |       |       |       |       |       |       |  |
|  | Movistar Inter        | 1                |                       |                  |   |               |             |             |             |             |  |             |       |       |       |       |       |       |  |
|  | Palma Futsal          | 2                | 4                     | -                |   |               |             |             |             |             |  |             |       |       |       |       |       |       |  |
|  | Palma Futsal          | 2                | 4                     | -                |   |               |             |             |             |             |  | Barça Lassa | 7     | 2     | 3 (3) | 7     | 3     |       |  |
|  |                       |                  |                       |                  |   |               |             |             |             |             |  | Barça Lassa | 7     | 2     | 3 (3) | 7     | 3     |       |  |
|  |                       |                  | ElPozo Murcia         | 2                | 3 | 3 (4)         | 3           | 2           |             |             |  |             |       |       |       |       |       |       |  |
|  | ElPozo Murcia         | 2                | ElPozo Murcia         | 2                | 3 | 3 (4)         | 3           | 2           | 3           | 4           |  |             |       |       |       |       |       |       |  |
|  | ElPozo Murcia         | 2                |                       |                  |   |               |             |             | 3           | 4           |  |             |       |       |       |       |       |       |  |
|  | Ribera Navarra        | 3                | 0                     | 3                |   |               |             |             |             |             |  |             |       |       |       |       |       |       |  |
|  | Ribera Navarra        | 3                | 0                     | 3                |   | ElPozo Murcia | 4           | 4           | -           |             |  |             |       |       |       |       |       |       |  |
|  |                       |                  |                       |                  |   | ElPozo Murcia | 4           | 4           | -           |             |  |             |       |       |       |       |       |       |  |
|  |                       |                  | Jaén Paraíso Interior | 2                | 3 | -             |             |             |             |             |  |             |       |       |       |       |       |       |  |
|  | CA Osasuna Magna      | 3                | Jaén Paraíso Interior | 2                | 3 | -             | 3           | 1           |             |             |  |             |       |       |       |       |       |       |  |
|  | CA Osasuna Magna      | 3                |                       |                  |   |               |             |             |             |             |  |             |       |       |       |       |       |       |  |
|  | Jaén Paraíso Interior | 6                | 1                     | 3                |   |               |             |             |             |             |  |             |       |       |       |       |       |       |  |
|  | Jaén Paraíso Interior | 6                | 1                     | 3                |   |               |             |             |             |             |  |             |       |       |       |       |       |       |  |
|  |                       |                  |                       |                  |   |               |             |             |             |             |  |             |       |       |       |       |       |       |  |